# 马里奥·马蒂奥利

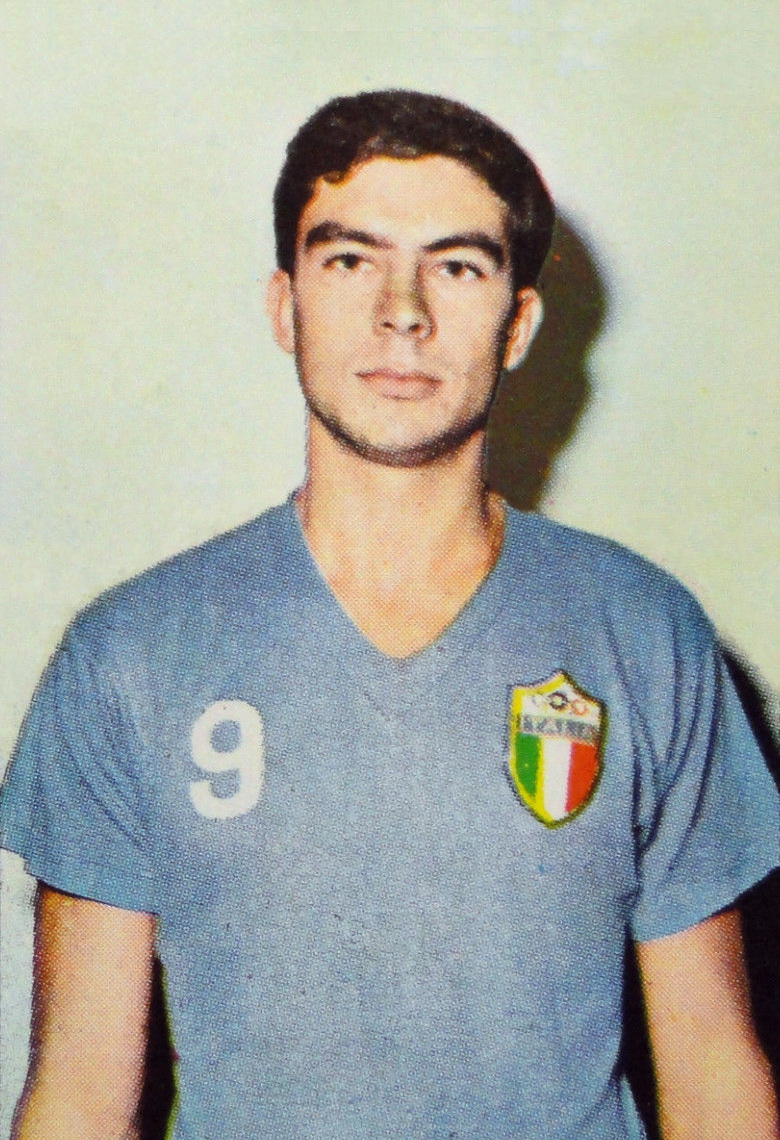
马里奥·马蒂奥利

马里奥·马蒂奥利（義大利語：Mario Mattioli，1945年1月1日—2003年5月30日），意大利前男子排球运动员。他曾代表意大利国家队参加1976年夏季奥林匹克运动会排球比赛，结果获得第八名。